# Haskell County (Kansas)
Haskell County is een county in de Amerikaanse staat Kansas.
De county heeft een landoppervlakte van 1.495 km² en telt 4.307 inwoners (volkstelling 2000). De hoofdplaats is Sublette.

## Bevolkingsontwikkeling

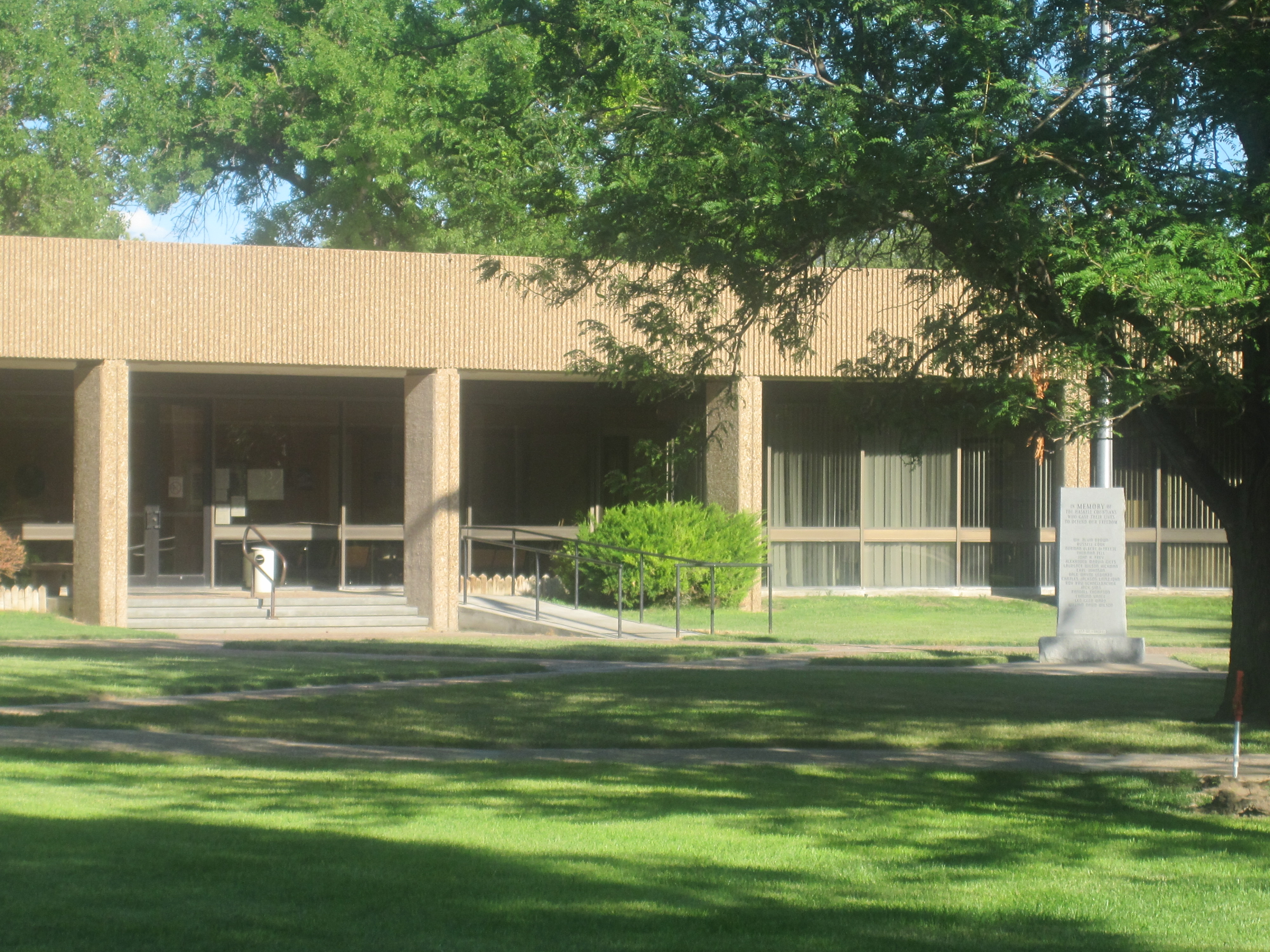
Haskell County Courthouse